# Раёк (река)
Раёк, Роёк — река в России, протекает в Кильмезском и Малмыжском районах Кировской области. Устье реки находится в 11 км по правому берегу реки Рожка. Длина реки составляет 25 км, площадь водосборного бассейна 94,8 км².
Исток реки в лесах в 22 км к юго-западу от посёлка Кильмезь. В верхнем течении река течёт на юго-запад по ненаселённому лесу, в нижнем выходит на обширную заболоченную пойму Вятки, где поворачивает на юг и петляет среди болот вплоть до впадения в Рожку чуть выше деревни Захватаево (Мелетское сельское поселение) и того места, где Рожка переходит в длинный и вытянутый затон Вятки, известный как затон Курья.

## Данные водного реестра
По данным государственного водного реестра России относится к Камскому бассейновому округу, водохозяйственный участок реки — Вятка от водомерного поста посёлка городского типа Аркуль до города Вятские Поляны, речной подбассейн реки — Вятка. Речной бассейн реки — Кама.
По данным геоинформационной системы водохозяйственного районирования территории РФ, подготовленной Федеральным агентством водных ресурсов:
- Код водного объекта в государственном водном реестре — 10010300512111100040029
- Код по гидрологической изученности (ГИ) — 111104002
- Код бассейна — 10.01.03.005
- Номер тома по ГИ — 11
- Выпуск по ГИ — 1